# Mirna Jukić
Mirna Jukić (nascuda el 9 d'abril de 1986) és una nedadora austríaca d'origen croat retirada que va guanyar una medalla de bronze en cursa curta i cursa llarga als campionats mundials de natació. És entrenada pel seu pare Željko Jukić, anteriorment jugador de bàsquet i ha obtingut nombrós èxits al europeus i al campionat Mundial.

## Família
Jukić va néixer a Novi Sad (actualment Sèrbia, aleshores RFS de Iugoslàvia) i va créixer a Vukovar (Croàcia). El novembre de 1991, la família es va traslladar a Zagreb, i el seu pare la va començar a entrenar a Mladost l'any 1996. El seu germà, Dinko Jukić, qui al principi també entrenava amb ella va esdevenir, igual que Mirna, un nedador de nivell internacional. Durant la tardor de 1999, la família es va traslladar de nou, aquest cop a Viena, Àustria, i aquell mateix any Mirna i el seu germà van adquirir la ciutadania austríaca mentre que els seus pares es van quedar amb la seva nacionalitat.

## Carrera olímpica
Als Jocs Olímpics de 2008 Jukić va guanyar una medalla de bronze als 100 m braça on també va participar en els 200 m braça. Al Campionat del món de natació de 2009 va guanyar la medalla de bronze a la final de 200 m braça amb un temps de 2:21.97.

## Entrenament
Pels Jocs Olímpics de 2004 i 2008, Jukić va entrenar al Race Club, un club de natació fundat per els nedadors olímpics Gary Hall Jr. i el seu pare, Gary Hall Sr. El Race Club, conegut inicialment com The World Team, va ser dissenyat per servir com a grup d'entrenament per a nedadors d'elit per les olimpíades de 2000 a Sydney. Per poder entrenar al club, s'ha d'haver estat posicionat en el top 20 mundial en els 3 anys anteriors o en el top 3 del seu país l'any anterior. Al Race Club van haver nedadors com Roland Mark Schoeman, Mark Foster, Ryk Neethling, Ricardo Busquets i Therese Alshammar.